# Smap! Tour! 2002!
『Smap! Tour! 2002!』（スマップ ツアー 2002）は、2003年3月5日に発売されたSMAPのツアーDVD・VHSである。

## 概要
2002年の7月28日から11月3日に行われたSMAPによる「SMAP '02 "Drink! Smap! Tour"」の東京スタジアム公演の模様が収められている。
SMAPのライブDVDで初の特典映像のディスクを盛り込み、3枚組構成となった。
また、14thアルバムからリカットされたシングル「世界に一つだけの花 (シングル・ヴァージョン)」が同時発売された。この曲にはPVが制作されなかった(*厳密には世界上唯一的花 世界に一つだけの花 Chinese VersionのみPVが存在する。)ため、ランキング番組などではこのライブ・ビデオからの映像が使用されることがあった。

## 収録

### 本編映像
※VHSではVol.1に1〜37、Vol.2に38〜47を収録。DVDではDisc 1に1〜30、Disc 2に31〜47を収録。
1. Opening
2. Theme of 015
3. People Song～みんなのうた～
4. Jive
5. SHAKE
6. Drink! Smap! Junction! <Tsuyoshi Kusanagi>
7. Samba De Janeiro
8. はだかの王様 〜シブトクつよく〜
9. たいせつ
10. Hey Hey おおきに毎度あり
11. KANSHAして
12. 慎吾ママのおはロック - 慎吾ママ
13. 愛の唄 〜チョンマル サランヘヨ〜 - チョナン・カン
14. 朝日を見に行こうよ[注 1]
15. 夜空ノムコウ
16. Drink! Smap! Junction! <Goro Inagaki>
17. 時間よとまれ - 稲垣吾郎
18. 幸せの果てに
19. GO NOW!
20. Song 2 〜the sequel to that〜
21. らいおんハート
22. Drink! Smap! Junction! <Shingo Katori>
23. It Can't Be - 香取慎吾
24. FIVE RESPECT
25. Over Flow[注 2]
26. Drink! Smap! Junction! <Takuya Kimura>
27. ずっとずっと - 木村拓哉
28. Peace!
29. Can't Help Falling In Love
30. セロリ
31. Drink! Smap! Junction! <Masahiro Nakai>
32. My Childhood Friend ～鏡の中のRadio - 中居正広
33. ザ☆ピ〜ス! - 中居正広
34. SMAP Rock You　
作詞:権八成裕、作曲: No.A 11
  - SMAP出演 ANA『沖縄夏キャンペーン』CMソング
35. 青いイナズマ
36. 真夜中のMERRY-GO-ROUND
37. 世界に一つだけの花
38. freebird
39. 君色思い
40. 俺たちに明日はある
41. オレンジ
42. しようよ
43. ダイナマイト
44. オリジナル スマイル
45. The Final
46. BEST FRIEND
47. がんばりましょう

### 特典映像
※VHSではVol.2、DVDではDisc 3に収録。
1. プール
2. Smap best song!
3. サンバ
4. GORO
5. TSUYOSHI
6. SHINGO
7. Back stage_channel
8. Lucky-san
9. TOILET TIME
10. マメップ

## コンサートツアー
- コンサートツアー『SMAP '02 "Drink! Smap! Tour"』について記述。（★印は、追加公演）

|        | 開催日時  | 開演時間 | 会場                        |
| 2002年 | 2002年    | 2002年   | 2002年                      |
| ------ | --------- | -------- | --------------------------- |
| 1      | 7月28日   | 15:00    | ナゴヤドーム                |
| 1      | 7月28日   | 18:30    | ナゴヤドーム                |
| 2      | 8月3日    | 17:30    | 阪急西宮スタジアム          |
| 2      | 8月4日    | 17:30    | 阪急西宮スタジアム          |
| 3      | 8月17日   | 17:30    | 広島ビックアーチ            |
| 4      | 8月24日   | 17:30    | 静岡スタジアム エコパ       |
| 5      | 8月31日   | 17:30    | 新潟スタジアム ビッグスワン |
| 6      | 9月5日    | 18:30    | ナゴヤドーム                |
| 6      | 9月6日    | 18:30    | ナゴヤドーム                |
| 7      | 9月21日   | 17:30    | 宮城スタジアム              |
| 8      | 9月27日   | 18:30    | 札幌ドーム                  |
| 8      | 9月28日   | 15:00    | 札幌ドーム                  |
| 9      | 10月8日   | 18:00    | 東京ドーム                  |
| 9      | 10月9日   | 18:00    | 東京ドーム                  |
| 10     | 10月18日  | 18:30    | 福岡ドーム                  |
| 10     | 10月19日  | 18:00    | 福岡ドーム                  |
| 10     | 10月20日★ | 17:00    | 福岡ドーム                  |
| 11     | 10月25日  | 18:30    | 大阪ドーム                  |
| 11     | 10月26日  | 18:00    | 大阪ドーム                  |
| 11     | 10月27日★ | 17:00    | 大阪ドーム                  |
| 12     | 10月31日  | 18:00    | 東京スタジアム              |
| 12     | 11月1日   | 18:00    | 東京スタジアム              |
| 12     | 11月2日   | 17:30    | 東京スタジアム              |
| 12     | 11月3日★  | 17:30    | 東京スタジアム              |